# Poliedro prismático uniforme
En la geometría, un poliedro prismático uniforme o regular es un poliedro uniforme con simetría diedral. Estos existen en dos familias infinitas, los prismas uniformes y los antiprismas uniformes. Todos tienen sus vértices en planos paralelos, por lo que se denominan prismatoides.

## Tipos
| Grupo de simetría       | Convexo  | Formas estrelladas | Formas estrelladas | Formas estrelladas | Formas estrelladas | Formas estrelladas | Formas estrelladas | Formas estrelladas |
| ----------------------- | -------- | ------------------ | ------------------ | ------------------ | ------------------ | ------------------ | ------------------ | ------------------ |
| D2d, [2+,2], (2*2)      | 3.3.3    |                    |                    |                    |                    |                    |                    |                    |
| D3h, [2,3], (*223)      | 3.4.4    |                    |                    |                    |                    |                    |                    |                    |
| D3d, [2+,3], (2*3)      | 3.3.3.3  |                    |                    |                    |                    |                    |                    |                    |
| D4h, [2,4], (*224)      | 4.4.4    |                    |                    |                    |                    |                    |                    |                    |
| D4d, [2+,4], (2*4)      | 3.3.3.4  |                    |                    |                    |                    |                    |                    |                    |
| D5h, [2,5], (*225)      | 4.4.5    | 4.4.5⁄2            | 3.3.3.5⁄2          |                    |                    |                    |                    |                    |
| D5d, [2+,5], (2*5)      | 3.3.3.5  | 3.3.3.5⁄3          |                    |                    |                    |                    |                    |                    |
| D6h, [2,6], (*226)      | 4.4.6    |                    |                    |                    |                    |                    |                    |                    |
| D6d, [2+,6], (2*6)      | 3.3.3.6  |                    |                    |                    |                    |                    |                    |                    |
| D7h, [2,7], (*227)      | 4.4.7    | 4.4.7⁄2            | 4.4.7⁄3            | 3.3.3.7⁄2          | 3.3.3.7⁄4          |                    |                    |                    |
| D7d, [2+,7], (2*7)      | 3.3.3.7  | 3.3.3.7⁄3          |                    |                    |                    |                    |                    |                    |
| D8h, [2,8], (*228)      | 4.4.8    | 4.4.8⁄3            |                    |                    |                    |                    |                    |                    |
| D8d, [2+,8], (2*8)      | 3.3.3.8  | 3.3.3.8⁄3          | 3.3.3.8⁄5          |                    |                    |                    |                    |                    |
| D9h, [2,9], (*229)      | 4.4.9    | 4.4.9⁄2            | 4.4.9⁄4            | 3.3.3.9⁄2          | 3.3.3.9⁄4          |                    |                    |                    |
| D9d, [2+,9], (2*9)      | 3.3.3.9  | 3.3.3.9⁄5          |                    |                    |                    |                    |                    |                    |
| D10h, [2,10], (*2.2.10) | 4.4.10   | 4.4.10⁄3           |                    |                    |                    |                    |                    |                    |
| D10d, [2+,10], (2*10)   | 3.3.3.10 | 3.3.3.10⁄3         |                    |                    |                    |                    |                    |                    |
| D11h, [2,11], (*2.2.11) | 4.4.11   | 4.4.11⁄2           | 4.4.11⁄3           | 4.4.11⁄4           | 4.4.11⁄5           | 3.3.3.11⁄2         | 3.3.3.11⁄4         | 3.3.3.11⁄6         |
| D11d, [2+,11], (2*11)   | 3.3.3.11 | 3.3.3.11⁄3         | 3.3.3.11⁄5         | 3.3.3.11⁄7         |                    |                    |                    |                    |
| D12h, [2,12], (*2.2.12) | 4.4.12   | 4.4.12⁄5           |                    |                    |                    |                    |                    |                    |
| D12d, [2+,12], (2*12)   | 3.3.3.12 | 3.3.3.12⁄5         | 3.3.3.12⁄7         |                    |                    |                    |                    |                    |
| ...                     |          |                    |                    |                    |                    |                    |                    |                    |

- Datos: Q317622